# Майн Тауър
Майн Тауър или Майнтауър (на немски: Main Tower) е известен небостъргач във Франкфурт на Майн с височина 200 м (заедно с кулата 240 м). На покрива е разположена наблюдателна площадка, която е една от основните туристически атракции в града.
Майн Тауър е четвъртият по височина небостъргач във Франкфурт. Сградата има пет подземни етажа и 56 надземни, както и две платформи за наблюдение. Асансьора се движи със скорост 7 м/сек (25,2 км/ч). На покрива е монтирана 40 метрова телекомуникационна кула.
Строителството на Майн Тауър се извършва в периода 1996 – 1999 година по проект на хамбургското архитектурно бюро „Schweger and Partners“. Открит е на 28 януари 2000 година.
В небостъргача се помещават офиси на големи компании като „Landesbank Hessen-Thüringen (Helaba)“, Merrill Lynch, Alvarez & Marsal, Standard & Poor’s и други.
След атентатите от 11 септември 2001 г. временно е преустановен публичния достъп до платформата за наблюдение в продължение на няколко месеца от съображения за сигурност. Възобновяването става след като във фоайето на небостъргача е инсталирана система за проверки както на летищата, за да се предотврати въвеждането на опасни елементи от посетителите в сградата.